# Gate J.
Gate J.（ゲート・ジェイ）とは公益財団法人馬事文化財団（2011年10月までは財団法人全国競馬・畜産振興会）が運営する、競馬と馬事文化の情報発信基地である。実質的には中央競馬を主催する日本中央競馬会 (JRA) の広報施設である。

## 概要
もともと、プラザエクウスの関西会場として大阪府大阪市北区茶屋町の阪急アプローズタワー（2006年12月27日までは同施設にJRA関西広報コーナーも併設）内に設置されていた「プラザエクウス梅田」が、スペースが手狭になったことなどから2002年に施設を中央区心斎橋に移転し、名称を「Gate J.」に改めた。
心斎橋のGate J.は、基本的に渋谷のプラザエクウスと同じく「競馬まるわかりスポット」のフレーズが示すように中央競馬の最新情報や競馬と馬事文化、人と馬のふれあいなどをテーマにした関係資料の展示や書籍・ビデオの閲覧、また定期的に競馬関連の公開参加型イベントを実施していた。また大型ディスプレーとそれを視聴できる座席があり、競馬開催日にはグリーンチャンネルで放送されている競馬中継や当日の結果、平日には調教映像やビデオ特集映像が放映された。ウインズ難波、ウインズ道頓堀に近いために利用者も多く、とくにGI競走開催時には入場制限することもしばしばあった。
2007年1月10日からJRA関西広報コーナーもGate J.の入っているビルの3階に移転し、プラザエクウス梅田時代と同じく、広報コーナーと馬事文化情報施設が同一のビルに設置される状況になった。ただし、広報コーナーの入り口はGate J.とは異なる入り口となっていた。
心斎橋のGate J.は2009年6月28日をもって閉館し、2010年4月3日よりウインズ梅田の施設内において、新たに「Gate J.OSAKA」としてリニューアルオープンした。
また、2009年10月16日からJRA新橋分館（東京都港区・北緯35度39分54.2秒 東経139度45分20.8秒）の「JRA関東広報コーナー」・「プラザエクウス新橋」をリニューアルする形で、関東版の「Gate J.SHIMBASHI」がオープンした。
2020年2月29日よりCOVID-19の感染拡大の防止の観点から、臨時休館となった。のちに、新橋は休館中の間に閉館を迎えることになった。
JRAの本部が日比谷フォートタワーに移転した事もあり、2021年8月31日をもってGate J.新橋は閉鎖となった。
2021年11月24日より日比谷フォートタワー地下1階において、新たに「Gate J. 東京」としてリニューアルオープンした。

## 収録番組
- 草野仁のスタジオGate J.（現タイトル：草野仁のGate J.+）

## 提供番組
フジテレビジョン制作著作/プラザエクウス提供（実際のスポンサーは財団法人全国競馬・畜産振興会）の『馬の王子様』という6分間のテレビ番組が放送されていたが、関西テレビ放送やテレビ西日本ではGate J.がスポンサーとなり（水曜日夜間、2007年10月10日 - 、テレビ西日本は木曜日夜10時54分）放送されていた。その後、プラザエクウス閉館にともない、北海道以外のすべてのネット局でGate J.提供になった。2010年秋に新シーズンの開始ともに日本中央競馬会提供になり、Gate J.は降板となった。

## 関連施設
- VIESTA（仙台・熊本）